# Hiệu quả kinh tế
Hiệu quả kinh tế là, gần như nói, một tình huống trong đó không có gì có thể được cải thiện mà không có cái gì khác bị tổn thương. Tùy thuộc vào ngữ cảnh, nó thường là một trong hai khái niệm liên quan sau đây:
- Hiệu quả phân bổ hoặc Pareto: bất kỳ thay đổi nào được thực hiện để hỗ trợ một người sẽ làm hại người khác.
- Hiệu quả sản xuất: không có sản lượng bổ sung có thể thu được mà không làm tăng số lượng đầu vào, và tiền thu được từ sản xuất với tổng chi phí trung bình thấp nhất có thể.

Những định nghĩa này không tương đương: một thị trường hoặc một hệ thống kinh tế khác có thể được phân bổ nhưng không hiệu quả hữu ích, hoặc hiệu quả nhưng không được phân bổ hiệu quả. Ngoài ra còn có các định nghĩa và biện pháp khác. Tất cả các đặc điểm của hiệu quả kinh tế được bao hàm bởi khái niệm kỹ thuật tổng quát hơn rằng hệ thống hiệu quả hoặc tối ưu khi nó tối đa hóa các đầu ra mong muốn (như tiện ích) cho các đầu vào sẵn có.

## Vài suy nghĩ chính về hiệu quả kinh tế
Có hai loại suy nghĩ chính về hiệu quả kinh tế, tương ứng nhấn mạnh các biến dạng do chính phủ tạo ra (và giảm do sự tham gia của chính phủ giảm) và các biến dạng do thị trường tạo ra (và giảm do sự tham gia của chính phủ ngày càng tăng). Đây là những lúc cạnh tranh, đôi khi bổ sung - hoặc tranh luận về mức độ tham gia của chính phủ tổng thể, hoặc ảnh hưởng của sự tham gia của chính phủ cụ thể. Nói chung, hộp thoại này diễn ra trong bối cảnh chủ nghĩa tự do kinh tế hoặc chủ nghĩa tự do bình đẳng mới, mặc dù những thuật ngữ này cũng được sử dụng hẹp hơn để chỉ những quan điểm cụ thể, đặc biệt là ủng hộ faire laissez.
Hơn nữa, có những khác biệt về quan điểm về kinh tế vi mô so với hiệu quả kinh tế vĩ mô, một số người ủng hộ vai trò lớn hơn cho chính phủ trong một lĩnh vực này hay lĩnh vực khác.

### Hiệu quả phân bổ và hiệu quả sản xuất
Một thị trường có thể được cho là có hiệu quả phân bổ nếu giá của một sản phẩm mà thị trường cung cấp bằng với giá trị cận biên của người tiêu dùng trên đó, và bằng chi phí cận biên. Nói cách khác, khi mọi hàng hóa hay dịch vụ được tạo ra đến mức mà một đơn vị khác mang lại lợi ích cận biên cho người tiêu dùng ít hơn chi phí biên của việc sản xuất nó.
Bởi vì nguồn lực sản xuất khan hiếm, các nguồn lực phải được phân bổ cho các ngành công nghiệp khác nhau chỉ với số lượng phù hợp, nếu không quá nhiều hoặc quá ít sản lượng được sản xuất. Khi vẽ sơ đồ cho các doanh nghiệp, hiệu quả phân bổ được thỏa mãn nếu đầu ra được tạo ra tại điểm mà chi phí cận biên bằng với doanh thu trung bình. Đây là trường hợp cho sự cân bằng dài hạn của sự cạnh tranh hoàn hảo.
Hiệu quả sản xuất xảy ra khi các đơn vị hàng hóa đang được cung cấp với tổng chi phí trung bình thấp nhất có thể. Khi vẽ sơ đồ cho các doanh nghiệp, điều kiện này được thỏa mãn nếu cân bằng ở điểm tối thiểu của đường cong tổng chi phí trung bình. Đây lại là trường hợp về sự cân bằng dài hạn của sự cạnh tranh hoàn hảo.

### Quan điểm chính thống
Quan điểm chính thống là các nền kinh tế thị trường thường được cho là gần gũi hơn với hiệu quả hơn các lựa chọn thay thế được biết đến khác và sự tham gia của chính phủ là cần thiết ở cấp độ kinh tế vĩ mô (thông qua chính sách tài khóa và chính sách tiền tệ) để chống lại chu kỳ kinh tế - theo kinh tế Keynes. Ở cấp độ kinh tế vi mô có tranh luận về cách đạt hiệu quả, với một số ủng hộ tự do kinh doanh, để loại bỏ sự méo mó của chính phủ, trong khi những người khác ủng hộ quy định, để giảm thất bại thị trường và không hoàn hảo, đặc biệt là thông qua ảnh hưởng ngoại lai.
Định lý phúc lợi cơ bản đầu tiên cung cấp một số cơ sở cho niềm tin vào hiệu quả của nền kinh tế thị trường, vì nó nói rằng bất kỳ trạng thái cân bằng thị trường cạnh tranh hoàn hảo nào là hiệu quả Pareto. Giả định về cạnh tranh hoàn hảo có nghĩa là kết quả này chỉ có giá trị trong trường hợp thị trường không hoàn hảo, điều này rất quan trọng trên thị trường thực. Hơn nữa, hiệu quả của Pareto là khái niệm tối giản về tính tối ưu và không nhất thiết dẫn đến sự phân bố tài nguyên xã hội mong muốn, vì nó không đưa ra tuyên bố về bình đẳng hoặc phúc lợi chung của xã hội.

### Các trường phái tư tưởng
Những người ủng hộ hạn chế chính phủ, dưới hình thức laissez faire (ít hoặc không có vai trò của chính phủ trong nền kinh tế) theo Chủ nghĩa tự do cổ điển truyền thống triết học cổ điển triết học thế kỷ 19 và đặc biệt gắn liền với các trường kinh tế chính thống của kinh tế học cổ điển (qua thập niên 1870) và kinh tế học tân cổ điển (từ những năm 1870 trở đi), và với Trường phái kinh tế học Áo không chính thống.
Những người ủng hộ vai trò của chính phủ được mở rộng theo thay vào đó trong các dòng tiến bộ thay thế; trong Vùng văn hóa tiếng Anh (các nước nói tiếng Anh, đặc biệt là Hoa Kỳ, Anh, Canada, Úc và New Zealand), điều này gắn liền với kinh tế học thể chế và ở cấp độ kinh tế vĩ mô, với kinh tế học của Keynes. Ở Đức, triết lý hướng dẫn là chủ nghĩa kinh tế tự do được điều tiết nằm trong trường phái kinh tế Freiburg.

### Cải cách kinh tế vi mô
Cải cách kinh tế vi mô là việc thực hiện các chính sách nhằm giảm méo mó kinh tế thông qua bãi bỏ quy định, và hướng tới hiệu quả kinh tế. Tuy nhiên, không có cơ sở lý thuyết rõ ràng nào cho niềm tin rằng việc loại bỏ méo mó thị trường sẽ luôn làm tăng hiệu quả kinh tế. Lý thuyết điều tốt nhất thứ hai nói rằng nếu có một số biến dạng thị trường không thể tránh khỏi trong một lĩnh vực, một động thái hướng tới sự hoàn thiện thị trường lớn hơn trong lĩnh vực khác thực sự có thể làm giảm hiệu quả.

## Tiêu chí
Hiệu quả kinh tế có thể được mô tả theo nhiều cách:
- Hiệu quả phân bổ
- Hiệu quả phân phối
- Hiệu quả động
- Hiệu quả thông tin là loại hiệu quả thị trường tài chính được thảo luận nhiều nhất.
- Hiệu quả Kaldor – Hicks
- Hiệu quả hoạt động
- Hiệu quả Pareto
- Hiệu quả sản xuất
- Tối ưu hóa chức năng phúc lợi xã hội
- Tối đa hóa tiện ích
- X-không hiệu quả

Các ứng dụng của các nguyên tắc này bao gồm:
- Giả thuyết thị trường hiệu quả
- Cải cách kinh tế vi mô
- Cơ bản về lý thuyết sản xuất
- Kinh tế phúc lợi